# Rikke Sandberg
Rikke Sandberg (født 1977) er en dansk pianist, der har været en del af eliten i dansk musikliv siden sin debutkoncert i 2002. Hun er kendt for sine optrædener som solist med danske orkestre og Leipzig Kammerorkester. Rikke Sandberg er uddannet fra Det Kongelige Danske Musikkonservatorium (DKDM), hvor hun afsluttede sin debutkoncert i 2002.

## Karriere
Rikke har optrådt som solist med flere orkestre, herunder det Danske National Symfoniorkester og Malmø Symfoniorkester. Hun har samarbejdet med musikere som Sabine Meyer og dirigenter som Adam Fischer. Hun er også kendt for sit arbejde med Carl Nielsens værker for klaver og har udgivet CD'er med værker af Brahms og Herman D. Koppel.

### Festivaler og koncerter
Hun har optrådt i Europa, Asien og USA og er kunstnerisk leder af Nordisk Kammermusikfestival i Danmark.

### Priser og anerkendelser
Rikke Sandberg har modtaget flere priser, herunder Anmelderringens Kunstnerpris og Sonnings Talentpris. Hun blev optaget i Kraks Blå Bog som 25-årig og har modtaget anerkendelse for sin unikke fortolkning af klassiske værker, herunder Brahms.

### Undervisning
Sandberg underviser på Det Kongelige Danske Musikkonservatorium og deltager som juryformand i klassiske konkurrencer.

### Fremtidige projekter
I 2025 indspiller hun Carl Nielsens samlede værker for soloklaver, som udkommer i 2026.

## Eksterne lenker
- Officiel hjemmeside
- Play with a Pro
- Det Kongelige Danske Musikkonservatorium
- Classics Today Review